# Fader Amaros synder
Fader Amaros synder (El Crimen del padre Amaro) är en mexikansk-argentinsk-spansk film från 2002. Filmen nominerades till en Oscar som bästa utländska film 2002.

## Handling
Fader Amaro är en ung präst som går in för sitt kall. En dag träffar han den undersköna Amelia, som har sällskap med en man, som hon säger sig hata. Fader Amaro får till uppgift att medla mellan Amelia, men misslyckas, delvis medvetet. Amelias mor har ett förhållande med en äldre kollega till Amaro, som är inbegripen i en knarkhistoria där det gäller att tvätta pengar för att åstadkomma ett bättre sjukhus. Fader Amaro kan inte hålla tillbaka sina köttsliga känslor för Amelia, som blir gravid. Amaros delade känslor får ödesdigra konsekvenser.

## Rollista
| Gael García Bernal   | – Fader Amaro          |
| Ana Claudia Talancón | – Amelia               |
| Sancho Gracia        | – Fader Benito Díaz    |
| Angélica Aragón      | – Augustina Sanjuanera |
| Luisa Huertas        | – Dionisia             |
| Ernesto Gómez Cruz   | – biskop               |
| Gastón Melo          | – Martín               |
| Damián Alcázar       | – Fader Natalio Pérez  |